# Alison Joseph
 (janvier 2019).
Si vous disposez d'ouvrages ou d'articles de référence ou si vous connaissez des sites web de qualité traitant du thème abordé ici, merci de compléter l'article en donnant les références utiles à sa vérifiabilité et en les liant à la section « Notes et références ».
Alison Joseph est une écrivaine britannique basée à Londres où elle est née et a grandi. Elle a étudié le français et la philosophie à l'université de Leeds et a commencé sa carrière en tant que réalisatrice de documentaires, réalisant des programmes pour Channel 4.